# Garde côtière néerlandaise
La Garde côtière néerlandaise (néerlandais: Nederlandse Kustwacht) est une organisation nationale chargée des missions de service et de maintien de l'ordre le long du littoral néerlandais et dans la partie néerlandaise de la mer du Nord.

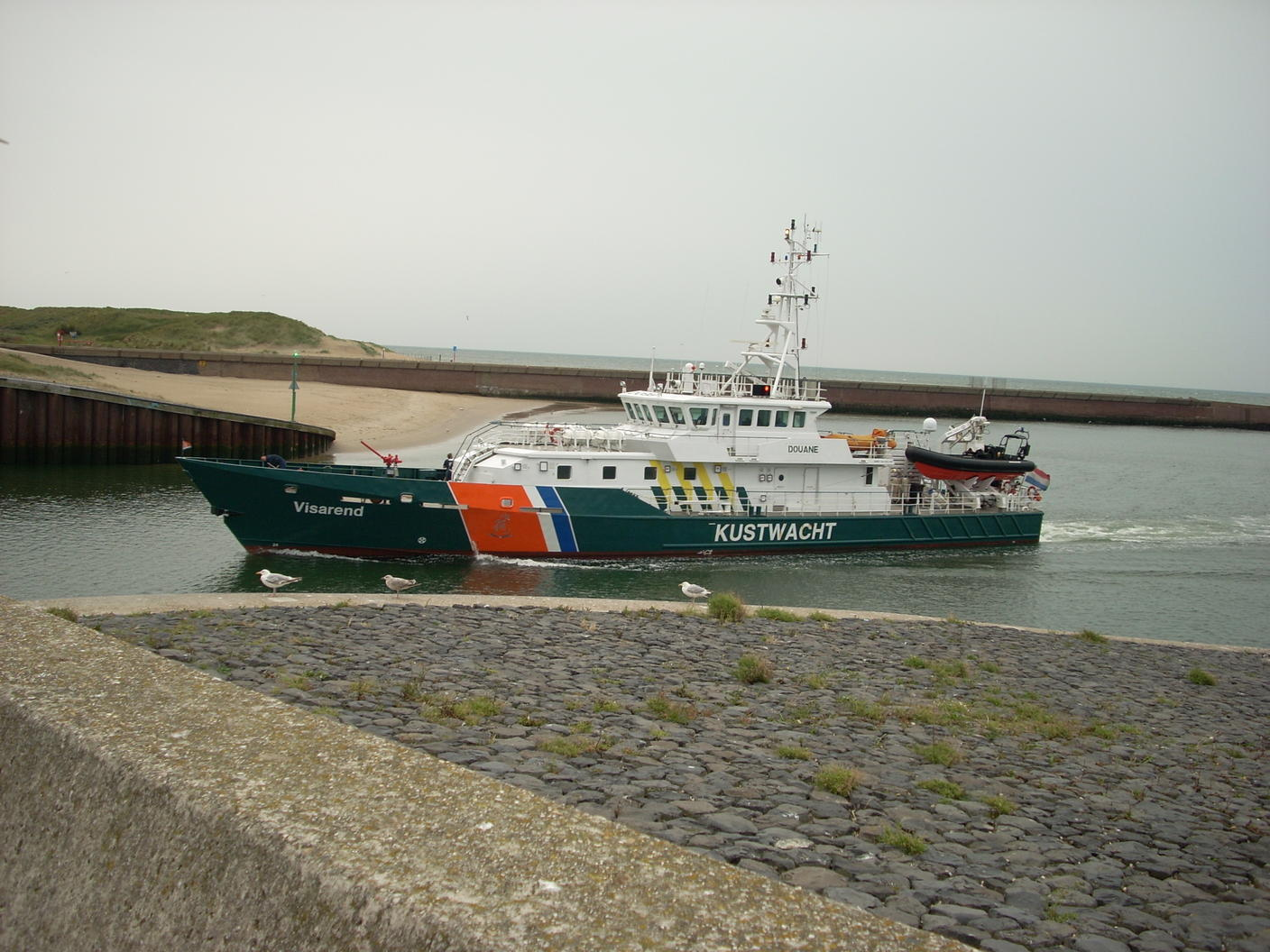
Le Visarend entrant dans le port de Schéveningue

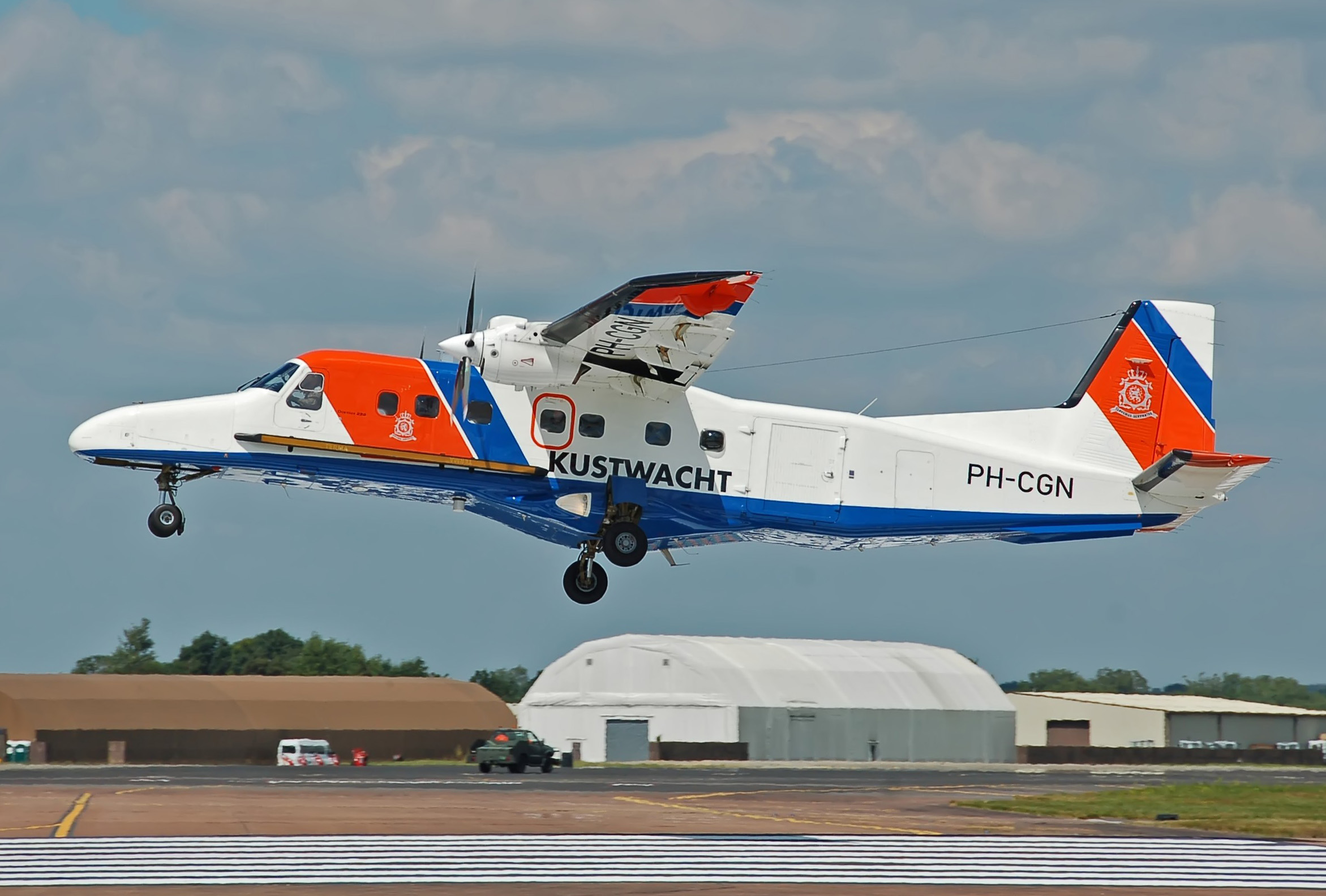
Un Dornier 228 de la Garde côtière néerlandaise arrive pour le Royal International Air Tattoo, en Angleterre, (2014)

Son centre opérationnel relève du ministère de la Défense, la marine royale néerlandaise est chargée de sa coordination.

## Historique
Bien que les garde-côtes néerlandais aient été officiellement établis le 26 février 1987, cela ne signifie pas qu’aucun corps de garde-côtes n’était actif aux Pays-Bas avant 1987. Depuis 1883, il existe aux Pays-Bas un corps de garde-côte qui exerce des fonctions officieuses. Cette année-là, le gouvernement néerlandais publia un rapport intitulé Het houden van een uitkijk et son rapporteren in nood verkerende schepen aan Hoofden Kustwacht. Le rapport était une réaction au tollé général suscité par un incident survenu en 1882 lorsque le navire hollandais, le HNLMS Adder, avait sombré au large de la côte de Schéveningue et avait entraîné la mort des 65 personnes à bord. Le rapport a permis aux phares de mieux coopérer avec les agences gouvernementales compétentes pour aider les navires en difficulté au large des côtes.
Après la Seconde Guerre mondiale, la zone qui pouvait être couverte au large des côtes s'est agrandie grâce aux nouvelles technologies telles que les radars et de meilleurs moyens de communication. En outre, le gouvernement est devenu plus intéressé par la mer du Nord où il voulait protéger ses intérêts, tels que la pêche, l'extraction de pétrole et de gaz, et l'extraction de sable et de gravier. Cela a finalement conduit chaque ministère à créer son propre département, centré sur la mer du Nord et surveillant les côtes néerlandaises. À un moment donné, plus de 20 organisations gouvernementales étaient en activité au large des Pays-Bas. Pour mettre fin à cette fragmentation, le ministre Smit-Kroes, chargé de la gestion du trafic et des eaux, a ordonné en 1984 une enquête afin de déterminer comment rendre plus efficace la protection des côtes néerlandaises. Les résultats de ce rapport ont été publiés en 1986 et ont conduit à la création officielle d'une agence de garde-côtes, à savoir les gardes-côtes néerlandais.

## Missions
Les garde-côtes néerlandais exercent leurs fonctions auprès de six ministères. Ces ministères sont:
- Ministère de l'infrastructure et de la gestion de l'eau (en)
- Ministère de la Défense
- Ministère de la Justice
- Ministère des Finances
- Ministère des affaires économiques et de la politique climatique (en)
- Ministère de l'agriculture, de la nature et de la qualité des aliments (en)

Les tâches des gardes côtes peuvent être divisées en tâches de fourniture de services et en tâches d’application de la loi :
- Fourniture de tâches de service:
  - Surveiller, traiter et coordonner le trafic radio de détresse, d’urgence et de sécurité aux niveaux national et international;
  - Assistance maritime et recherche et sauvetage;
  - Limiter et gérer les conséquences des catastrophes et des incidents;
  - Si nécessaire, mise en place de services de trafic maritime (bouées, service de trafic maritime, instructions)
  - Recherche sur le trafic maritime
  - Enlèvement des explosifs
- Application de la loi:
  - Maintien de la loi et de l'ordre (police)
  - Contrôle des importations, des exportations et du transit des marchandises (douane)
  - Respect des lois relatives à l'environnement, à la pêche maritime, au trafic nautique, à l'équipement des navires et aux activités en mer
  - Contrôle des frontières

## Équipement

### Navires
| Navire            | Type         | Constructeur              | Commandé | Origine  | Déplacement (tonnes) | Vitesse (nœuds) | Photo | Notes                                                                                  |
| ----------------- | ------------ | ------------------------- | -------- | -------- | -------------------- | --------------- | ----- | -------------------------------------------------------------------------------------- |
| Barend Biesheuvel | Patrouilleur | Damen Shipyards Gorinchem | 2001     | Pays-Bas | 345                  | 18              |       |                                                                                        |
| Visarend          | Patrouilleur | Damen Shipyards Gorinchem | 2001     | Pays-Bas | 245                  | 22,5            |       |                                                                                        |
| Zeearend          | Patrouilleur | Damen Shipyards Gorinchem | 2002     | Pays-Bas | 245                  | 22,5            |       |                                                                                        |
| Ievoli Amaranth   | Remorqueur   | Selah Shipyard            | 2003     | Turquie  | 820                  | 20              |       | chartered by the Dutch Ministry of Infrastructure and the Environment from Multraship. |
| Terschelling      | Baliseur     | Damen Shipyards Gorinchem | 1989     | Pays-Bas | 514                  | 12              |       |                                                                                        |

Source.